# Boconó (Trujillo)
Pour les articles homonymes, voir Bocono.
Boconó est une ville de l'État de Trujillo au Venezuela, capitale de la paroisse civile de Boconó et chef-lieu de la municipalité de Boconó.

## Environnement

### Faune et flore
C'est à proximité de Boconó que l'espèce de scorpions Tityus boconoensis a été découverte et dont l'épithète boconoensis tire son origine, tout comme l'espèce d'amphibiens Pristimantis boconoensis, découverte dans le massif du Páramo de Guaramacal.

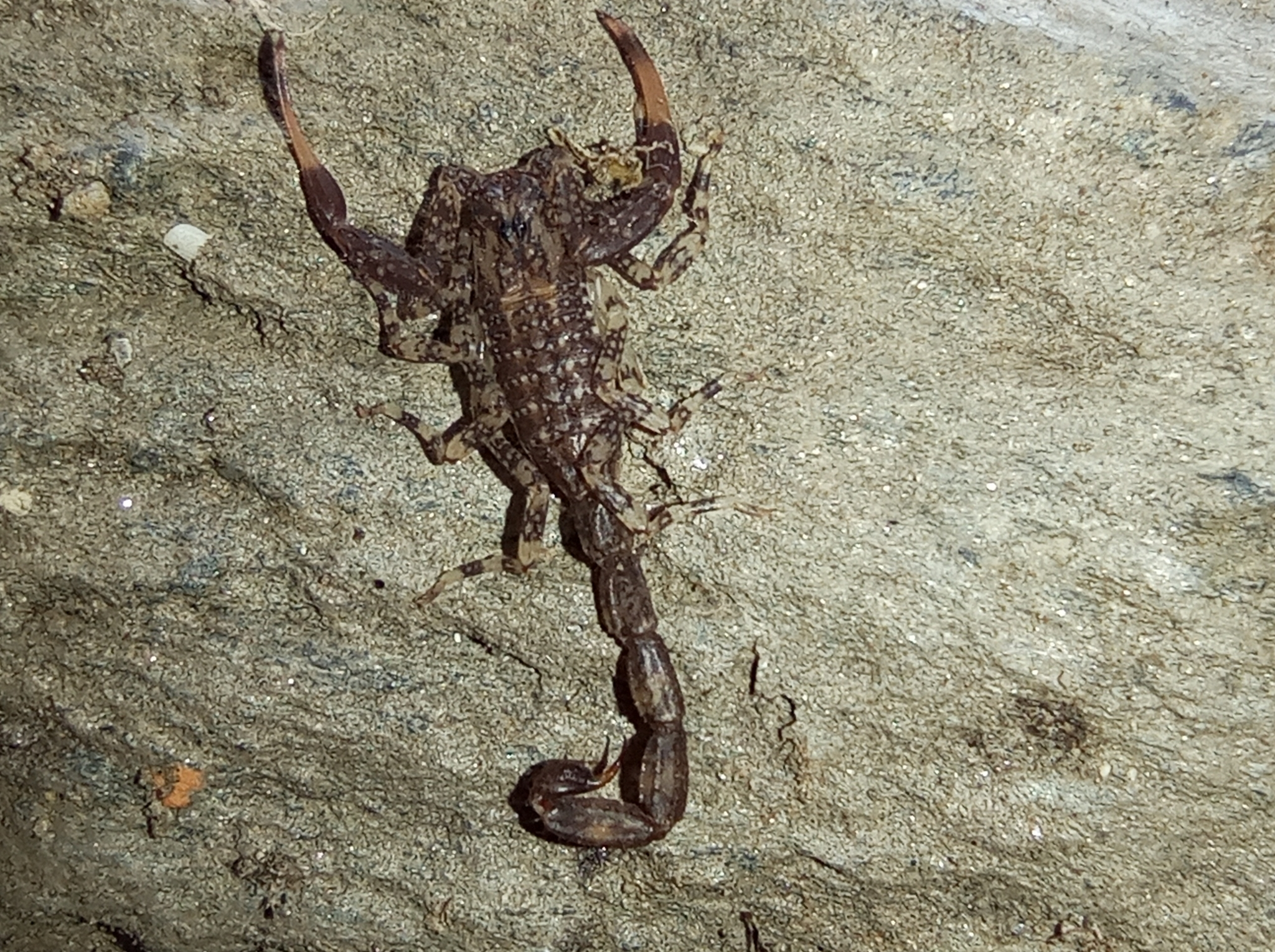
L'espèce de scorpions Tityus boconoensis.

## Personnalités liées
- Hugo Cabezas (né en 1972) : homme politique vénézuélien, deux fois ministre, né à Boconó.